# Иртышское сельское поселение (Черлакский район)
Иртышское се́льское поселе́ние — муниципальное образование в Черлакском районе Омской области Российской Федерации.
Административный центр — село Иртыш.

## История
Статус и границы сельского поселения установлены Законом Омской области от 30 июля 2004 года № 548-ОЗ «О границах и статусе муниципальных образований Омской области»

## Население
| 2010  | 2011  | 2012  | 2013  | 2014  | 2015  | 2016  |
| ----- | ----- | ----- | ----- | ----- | ----- | ----- |
| 3533  | ↘3519 | ↗3550 | ↗3609 | ↗3668 | ↘3618 | ↗3634 |
| 2017  | 2018  | 2019  | 2020  | 2021  | 2023  |       |
| ↘3576 | ↘3548 | ↘3488 | ↘3468 | ↗3704 | ↘3684 |       |

Гендерный состав
По данным Всероссийской переписи населения 2010 года в гендерной структуре населения из 3533 человек мужчин — 1650, женщин — 1883 (46,7 и 53,3 % соответственно).

## Состав сельского поселения
| № | Населённый пункт | Тип населённого пункта       | Население |
| - | ---------------- | ---------------------------- | --------- |
| 1 | Бердниково       | деревня                      | 283       |
| 2 | Букино           | деревня                      | 0         |
| 3 | Верхнеильинка    | деревня                      | 272       |
| 4 | Иртыш            | село, административный центр | ↘2532     |
| 5 | Красный Овцевод  | деревня                      | 207       |
| 6 | Крупское         | деревня                      | 239       |